# 弗鲁·麦克米伦
弗鲁·麦克米伦（英語：Frew McMillan，1942年5月20日—），南非男子网球运动员。他曾获得法国网球公开赛男子双打冠军、混合双打冠军、温布尔登网球锦标赛男子双打冠军、混合双打冠军、美国网球公开赛男子双打冠军、混合双打冠军。